# Attentat du temple de la Dent de 1998
L'attentat du temple de la Dent est un attentat-suicide au camion piégé visant le temple de la Dent, situé à Kandy au Sri Lanka, le 25 janvier 1998. L'attaque fait 17 morts. Le sanctuaire, qui est considéré comme important pour les bouddhistes au Sri Lanka, abrite la relique de la dent du Bouddha, et c'est également un site du patrimoine mondial,. En 1998, il a été attaqué par des Tigres de libération de l'Îlam tamoul (en anglais : Liberation Tigers of Tamil Eelam, LTTE), couramment appelés en français les Tigres tamouls, une organisation qui a par ailleurs combattu pour créer un État tamoul indépendant dans le nord et l'est du pays de 1983 à 2009,,,,.

## Contexte
Au cours de la dernière partie des années 1990, le Sri Lanka a été en proie à une guerre civile. En 1995, les forces armées sri-lankaises ont capturé la péninsule de Jaffna, au nord du pays, qui a été occupée par les Tigres tamouls pendant des années. En 1996, les LTTE ont riposté par la prise de la ville de Mullaitivu, infligeant de lourdes pertes aux forces gouvernementales. Le gouvernement a lancé l'opération Jayasikurui et capturé plusieurs LTTE en 1997. Au cours des combats, le LTTE a conduit un certain nombre d'attentats-suicides contre des objectifs militaires, économiques et civils au sein de zones occupées par le gouvernement.
Au début de 1998, le Sri Lanka était prêt à célébrer le 50e anniversaire de son indépendance vis-à-vis du Royaume-Uni. L'arrivée du prince Charles de Galles et d'un certain nombre de dignitaires étrangers était prévue dans les jours suivants. La ville de Kandy, dans les hauts plateaux du centre du Sri Lanka, a été choisie comme hôte pour la journée de l'indépendance le 4 février. Entre-temps, le 28 janvier, Jaffna allait tenir son élection d'un gouvernement local, après une pause de seize ans en raison du conflit. En dépit de violents affrontements dans le district de Kilinochchi et les régions avoisinantes, le gouvernement sri-lankais souhaitait démontrer que la vie des gens avait repris son cours normal.

## Incident
Le 25 janvier 1998, les LTTE ont fait exploser un énorme camion piégé à l'intérieur du temple de la Dent, qui devait être le centre de la fête de l'indépendance. Trois Tigres noirs ont conduit un camion chargé d'explosifs le long de la King's street (Raja Veediya), ont tiré sur des soldats, puis se sont écrasé à travers l'entrée du temple et ont fait exploser la bombe autour de 6 h 10 du matin, heure locale,. Deux explosions ont été entendues. Le camion contenait 300 à 400 kg d'explosifs. Seize personnes, y compris les trois attaquants et un bébé ont été tués dans l'incident. Plus de 25 personnes, dont quatre femmes, un moine et un policier, ont été blessés. P. W. Withanage, un professeur de géologie, est également mort à cause d'un choc après avoir entendu l'explosion.